# Xylotrechus schweisi
Xylotrechus schweisi là một loài bọ cánh cứng trong họ Cerambycidae.